# オリビア・カルポ
オリビア・カルポ（Olivia Frances Culpo、1992年5月8日 - ）は、アメリカ合衆国のモデル・女優。ミス・ユニバース2012として知られる。

## 経歴
1992年5月8日、ロードアイランド州プロビデンス郡クランストンに生まれる。
父PeterはParish CaféやThe Lower Depths Tap Roomを含むボストンのレストランの共同経営者。母Susanは5人の子を生み、オリビアは第3子である。イタリアのルーツを持つが、母方は部分的にアイルランド系である。
クランストンのエッジウッド地区で育つ。プロビデンス郡イースト・プロビデンスのSt. Mary Academy – Bay Viewを経てマサチューセッツ州ボストンのボストン大学に進学。
2010年、ボストンのモデル事務所Maggie, Inc.と契約。

### ミスコンのキャリア
2012年、Miss Rhode Island USAで優勝。
2012年6月3日、Miss USA 2012で優勝。
2012年7月6日、クランストン市長Allan Fungは、彼女の名誉をたたえて市の鍵key to the cityを贈呈した。
2012年12月19日、ネバダ州ラスベガスで開催されたミス・ユニバース決勝で優勝。ミス・ユニバース2012となる。
2013年1月、3週間の日程でインドネシアを訪問。2月1日、ジャカルタでミス・ユニバース・インドネシア優勝者を戴冠。また、国際連合人口基金主催のHIVに関するインドネシアの若者のディスカッション、そして駐インドネシア米国大使館の文化施設@Amerika主催の若者のプレゼンテーションを司会する。
2013年8月25日、クランストン市議会は、市内のAlbert Avenueの別名としてOlivia Culpo Wayを追加すると全会一致で可決。ただし各種緊急対応システムの都合上、正式名称は従来のまま。
2013年9月10日、ニューヨークでSherri Hillのファッションショーを見学。
9月27日から10月6日までインドを訪問。タージ・マハルでの商業撮影が問題になる。インドでは考古学的に保護された記念物の敷地内での商業活動は禁止されている。インド考古調査局は、オリビアと関係者らに対し飛行情報区の届け出を要求するつもりだと報じられた。ただし、現地警察の手落ちによりこれら一連の行動を未然に止めることはできなかった。
2013年11月9日、ミス・ユニバース2013で後任者を戴冠。ミスとしての役目を終える。

### その後
2017年8月、父Peter Culpo, 従兄弟Josh Culpoとともにロードアイランド州ワシントン郡ノースキングスタウンにBack 40というレストランを開業。
2018年、Sports Illustrated Swimsuit Issueに掲載される。ロレアルとキプリングのモデルも務める。
2022年1月14日、ルイジアナ州ニューオーリンズで開催されたミス・ユニバース2022で、ジーニー・メイ（Jeannie Mai）と共同司会を務める。

## フィルモグラフィ
映画
| 年   | タイトル        | 役                  | 備考       |
| ---- | --------------- | ------------------- | ---------- |
| 2014 | The Other Woman | Raven-Haired Beauty | カメオ出演 |
| 2017 | American Satan  | Gretchen            |            |
| 2018 | I Feel Pretty   | Hope                |            |
| 2018 | Tired Lungs     | Kate                |            |
| 2018 | Reprisal        | Christina           |            |

テレビ
| 年   | タイトル       | 役      | 備考                              |
| ---- | -------------- | ------- | --------------------------------- |
| 2018 | Hell's Kitchen | Herself | Episode: "A Little Slice of Hell" |
| 2018 | Model Squad    | Herself |                                   |

## その他
両親は元ミュージシャン。その足跡をたどり、彼女は2学年（小2レベル）からチェロを習う。Rhode Island Philharmonic Youth Orchestra, RI Philharmonic Chamber Ensemble, Bay View Orchestra, Rhode Island All-State Orchestraに参加し、Boston Symphony Hall, Carnegie Hallで楽団員の席を占めたこともある。 
歌手のニック・ジョナスと2013年から2015年まで交際。2016年ころ、NFL選手のダニー・アメンドーラと交際。2018年破局。2019年からNFL選手のクリスチャン・マキャフリーと交際し、2023年4月に婚約した。
2020年の報道で「ふくよかなバストと丸み＆ボリュームあるヒップ。それなのにウエストはくびれていて、2018年にスポーツ・イラストレーテッドのカバーガールに抜擢されたのにも頷ける。恐らく、男性がビキニ美女に抱く理想をすべて詰め込んだような美女」と評価される。
体形を維持するため、ピラティスとボクササイズ、ヨガのようなエクササイズを取り入れている。彼女のパーソナルトレーナーのマーレーン・マルティネスによると、長くてしなやかな筋肉を作ることに重点を置いている。